# Gary Sheehan
Gary Sheehan (* 15. Juni 1964) ist ein kanadisch-schweizerischer Eishockeytrainer.

## Trainerlaufbahn
In seiner Heimatprovinz Québec war Sheehan, der als Spieler auf der Position des Torwarts eingesetzt wurde, als ehrenamtlicher Trainer im Jugendbereich beschäftigt, während er hauptberuflich im Gastgewerbe tätig war, und kam 1991 in die Schweiz. Dort arbeitete er hauptamtlich als Trainer in der Nachwuchsabteilung von HC Fribourg-Gottéron. 1996 wurde er Co-Trainer von Genève-Servette HC in der National League B. Zur Saison 1997/98 übernahm er das Amt des Cheftrainers, wurde aber bereits im November 97 entlassen. Anschließend wechselte Sheehan zum HC Star Lausanne, war dort in der Jugendförderung im Einsatz. 2003 wurde er Cheftrainer von Lausanne HC in der National League A und arbeitete zwei Spielzeiten in dieser Position.
Seit 2000 betreibt Sheehan zudem eine Firma, mit der er Eishockey-Camps für Jugendliche veranstaltet. Zur Saison 2005/06 verpflichtete ihn der NLB-Verein HC La Chaux-de-Fonds als Cheftrainer. Er führte die Mannschaft 2008 und 2009 ins Playoff-Final der NLB. Im März 2013 trennte man sich trotz eines noch bis 2015 gültigen Kontrakts. Im Dezember 2013 unterschrieb Sheehan beim SC Bern (NLA) einen Vertrag als Assistenztrainer bis zum Ende der Saison 2013/14.
Im April 2014 übernahm er den Cheftrainerposten beim NLB-Klub HC Ajoie, den er in der Saison 2015/16 zum Meistertitel in der zweithöchsten Schweizer Spielklasse führte. Allerdings hatte der Klub zuvor erklärt, nicht an der Ligaqualifikation zur NLA teilzunehmen. 2016/17 kam Ajoie unter seiner Leitung in den NLB-Halbfinal und unterlag dort dem SC Langenthal mit 1:4-Spielen. Im Februar 2020 sorgte er mit Ajoie für eine grosse Überraschung, als er den Zweitligisten durch einen 7:3-Endspielsieg über den HC Davos zum Gewinn des Schweizer Pokalbewerbs führte. In der Saison 2020/21 schaffte Ajoie unter Sheehans Leitung den Aufstieg in die höchste Spielklasse der Schweiz. Nach diesem Erfolg wurde Sheehan als «seit Jahren der meistunterschätzte Trainer im Schweizer Eishockey» bezeichnet. Anfang Februar 2022 wurde er nach 18 Niederlagen in Folge vom auf dem letzten Tabellenrang stehenden HC Ajoie entlassen. Sheehan ist für den französischsprachigen Schweizer Rundfunk RTS als Kommentator des Eishockey-Geschehens tätig.
Zur Saison 2023/24 wurde er beim HC Franches-Montagnes aus der MyHockey League als Cheftrainer tätig. Mitte Dezember 2023 wechselte er mit sofortiger Wirkung als Assistenztrainer zum Zweitligisten EHC Olten. Dort übernahm er im Januar 2024 nach der Trennung von Lars Leuenberger den Cheftrainerposten und wurde selbst im November desselben Jahres entlassen.